# Piotr Sawicki (hispanista)
Piotr Sawicki (ur. w 1947 r. w Hucie pod Suwałkami) – hispanista, profesor zwyczajny, pracownik Instytutu Filologii Romańskiej Uniwersytetu Wrocławskiego, wieloletni kierownik Zakładu Iberystyki (do 1996 r.), założyciel czasopisma „Estudios Hispánicos”. Kierownik Katedry Kultur i Literatur Iberoromańskich w Wyższej Szkoły Filologicznej we Wrocławiu, wykładowca Uniwersytetu Ostrawskiego (Czechy). W latach 1995–2001 prezes Wrocławskiego Towarzystwa Naukowego.
Studiował romanistykę na Uniwersytecie Wrocławskim w latach 1965–1970. Od 1970 zatrudniony w Instytucie Filologii Romańskiej. Doktoryzował się w 1978 na podstawie pracy Twórczość literacka Vicente Blasco Ibáñeza i jej recepcja w Polsce. Habilitację uzyskał w 1984 r. Od 1996 r. profesor zwyczajny. Specjalizuje się w tematyce hiszpańskiej wojny domowej, kontaktów polsko-hiszpańskich i relacji z podróży po Hiszpanii; interesuje się także hiszpańskim filmem i paremiologią.
Twórca iberystyki na Uniwersytecie Wrocławskim; dzięki jego wysiłkom w 1990 r. stała się ona odrębnym kierunkiem studiów.
W roku 2000 otrzymał Złoty Krzyż Zasługi.
Jego młodszą siostrą jest iberystka i tłumaczka Anna Sawicka.

## Ważniejsze publikacje
- Twórczość literacka Vicente Blasco Ibáñeza i jej recepcja w Polsce, Wrocław: Ossolineum, 1978.
- Wojna domowa 1936–1939 w hiszpańskiej prozie literackiej. Ideologiczne konteksty literatury i jej misja społeczna, Warszawa: Państwowe Wydawnictwo Naukowe, 1985.
- Polacy a Hiszpanie. Ludzie, podróże, opinie / Los polacos y los españoles. Hombres, viajes, ideas, „Estudios Hispánicos”, III (numer monograficzny), Wrocław: Wydawnictwo Uniwersytetu Wrocławskiego, 1995.
- Hiszpania malowniczo-historyczna. Zapirenejskie wędrówki Polaków w latach 1838–1930 (Antologia), Wrocław: Wydawnictwo Uniwersytetu Wrocławskiego, 1996.
- Las plumas que valieron por pistolas. Las letras en pugna con la historia reciente de España, „Estudios Hispánicos”, XI, Wrocław: Wydawnictwo Uniwersytetu Wrocławskiego, 2001.